# La Celle-sous-Chantemerle
La Celle-sous-Chantemerle är en kommun i departementet Marne i regionen Grand Est (tidigare regionen Champagne-Ardenne) i nordöstra Frankrike. Kommunen ligger i kantonen Anglure som tillhör arrondissementet Épernay. År 2022 hade La Celle-sous-Chantemerle 137 invånare.

## Befolkningsutveckling
Antalet invånare i kommunen La Celle-sous-Chantemerle
| Referens: INSEE |